# Данилова, Стефания Антоновна
Дани́лова Стефа́ния Анто́новна (род. 16 августа 1994, Сыктывкар) — российский поэт, деятель культуры, основатель продюсерского центра всемпоэзии.рф. Лауреат Всероссийской премии им. А. Д. Дементьева (2023). Преподаватель Российского университета дружбы народов.

## Биография
Призёр Всероссийской олимпиады по литературе 2010 г. [значимость факта?] Училась в гуманитарном классе Академической гимназии СПбГУ. Стала магистром филологии Санкт-Петербургского государственного университета, исследуя поэзию Сильвии Плат. В 2017 году поступила в аспирантуру Высшей школы журналистики и массовых коммуникаций СПбГУ, где начала работу над кандидатской диссертацией о медиакоммуникационных практиках поэта XXI века. За это исследование заняла I место на международном конкурсе научных работ аспирантов[значимость факта?]. Была отмечена стипендией Правительства РФ Сегодня Данилова является ментором Ассоциации Выпусников СПбГУ. «Университет <…> повсюду, и я — его носитель», — так поэт отзывается об альма-матер.
Публикуется в журналах «Звезда», «Юность», «Дружба народов», «Москва», «Дети Ра», «Сибирские огни», «Север», «Зинзивер», «Бельские просторы», «Prosodia», «Традиция&Авангард», «Перископ», «Аврора», «Полутона», «Филигрань» и др.
Стихи переводились на абхазский, турецкий, хинди, английский, немецкий, греческий, испанский, белорусский и эсперанто.
В 2014 году книга «Веснадцать» стала лучшей книгой поэзии года по версии портала Беларуси IRL.BY.
Участник поэтических телешоу «Вечерние Стихи», «Бабушка Пушкина», «СуперСтихи» на «ТНТ Music» и «Идеалогика».
Редактор рубрики «Дебют» журнала Аврора, сотрудник журналов «Север» и «Перископ», портала «Pechorin.net».
Ведущая поэтических семинаров «Мы выросли в России», «Капитан Грэй» и др.
Выступила в Государственном Кремлёвском Дворце в рамках концерта к 95-летию Андрея Дементьева.
Художественный руководитель международного фестиваля «Всемпоэзии» (2016—2023). и Всероссийского поэтического акселератора «ВПрофессии».
Пишет о поэзии для Ревизор.ру, Года Литературы, «Российской Газеты».

## Личная жизнь
Замужем за рок-музыкантом и поэтом Александром «Сэро» Коньковым. На 50-м Грушинском фестивале Александр попросил ее руки и сердца прямо с главной сцены во время своего выступления[значимость факта?].

## Книги
- Реминисценции. — СПб.: Издательство Политехнического университета, 2011. — 114 с.
- Сплин-синдромные. — СПб.: Любавич, 2012. — 224 с.
- Forget-me-not. — СПб.: Любавич, 2012. — 200 с.
- 366 революций/Искусство оставаться. — СПб.: Своё издательство, 2013. — 320 с.
- Хроники упоротого лиса. — СПб.: Своё издательство, 2013. — 330 с. — ISBN 978-5-4386-0176-0
- Веснадцать. — СПб.: Своё издательство, 2014. — 350 с.
- Веснадцать. — М.: АСТ, серия Звезда рунета. Поэзия, 2014. — 400 с. — ISBN 978-5-17-087845-1
- Неудержимолость. — М.: АСТ, серия Звезда рунета. Поэзия, 2015. — 300 с. — ISBN 978-5-17-090211-8
- Атлас памяти. — М.: Рипол Классик. ISBN 978-5-386-10684-3
- Свидетельство о полусмерти. — Таганрог: Нюанс. Поэзия, 2018. — ISBN 978-5-98517-537-0
- Не моргая. — Таганрог: Нюанс. Поэзия, 2018.
- Верни меня мне. — Таганрог: Нюанс. Поэзия, 2018. — ISBN 978-5-98517-461-8
- Ьвобюл орп ихитс. — Таганрог: Нюанс. Поэзия, 2018.
- Интервью. — Таганрог: Нюанс. Поэзия, 2018. — ISBN 978-5-98517-458-8
- 34 бусины. — Таганрог: Нюанс. Поэзия, 2018. — 88 с. — ISBN 978-5-98517-443-4
- Стихи, какими они должны быть. — Таганрог: Нюанс. Поэзия, 2019. — ISBN 978-5-98517-459-5
- Свидетельство о полусмерти. — Таганрог: Нюанс. Поэзия, 2018.
- Возврату не подлежит. — Таганрог.: Нюанс. 2020. — ISBN 978-5-98517-506-6
- Лучшее за Х лет. — Таганрог: Нюанс. Поэзия, 2021. — 206 с. — ISBN 978-5-98517-537-0
- Таблетка под языком. — Оренбург: Издательский дом Моисеева, 2022.
- Недолю...: Стихотворения. — Т8 Издательские технологии, 2022. — 162 с. — ISBN 978-5-517-07490-4 (Пальмира — поэзия)
- Необъявленная весна: Стихи. — Таганрог: Нюанс (ИП Кучма Ю. Д.), 2022. — ISBN 978-5-98517-561-5
- Москварианты. — В соавторстве с Никой Батхен. Таганрог: Нюанс. Поэзия, 2023. — ISBN 978-5-98517-568-4
- Под небом русского цвета. Не игра в города. — М.: АСТ, 2024. — ISBN 978-5-17-163229-8

## Публикации в сборниках
- Живые поэты. — М.: Эксмо. Поэзия, 2015. — 256 с. ISBN 978-5-04-093051-7
- СуперСтихи. — М.: Эксмо, 2018. — 208 с. — ISBN 978-5-04-098848-8.

## Критические статьи
- Данилова С. На поэтическом фронте.   — «Год Литературы», декабрь 2023.
- Данилова С. Рецензии на книги: Эдуард Побужанский. Агент неба. — «Москва», Март 2021.
- Данилова С. «Посёлок на реке Оредеж» А. Григорян и «На последней парте» М. Халаши — двойняшки? — «Юность» № 4, 2021.
- Данилова С. Озябнуть в Зимбабве (о книге К. Грозной) — «Формаслов», 15.06.2022.
- Данилова С. Предисловие к книге Ирины Соляной «Недолюбленные». — «Юность», 26 марта 2022.
- Данилова С. Повышая видимость: о книге Веры Калмыковой «Творцы речей недосказанных». — «Юность» № 9, 2023.

## Премии и награды
- Триумф-лауреат Всероссийской премии «Послушайте!» им. Велимира Хлебникова[47]
- Лауреат Всероссийского конкурса молодых поэтов имени Беллы Ахмадулиной[48]
- Лауреат премии «Северная звезда» журнала «Север» за 2018 год[49]
- Лауреат III степени Международного фестиваля античного искусства (поэзия) «Боспорские агоны»[50]
- Победитель Всероссийского конкурса молодёжных проектов форума «Таврида»[51]
- Король поэтов на Битве поэтов литературно-исторического фестиваля им. А.Куприна[52]
- Лауреат Международной премии «Пушкин и XXI век»[53]
- Лауреат Молодёжной Премии Правительства Санкт-Петербурга в номинации «Общественная деятельность»[54][55]
- Лауреат Всероссийского форума-фестиваля поэзии и поэтической песни «Капитан Грэй»[56]
- Победитель всероссийского литературного семинара «Мы выросли в России»[57]
- Лауреат I степени XX Всероссийского фестиваля православной песни и поэзии «Святой Георгий»[58]
- Областная литературная премия им. С. Т. Аксакова за книгу стихов «Таблетка под языком»[59]
- Лауреат Всероссийского фестиваля поэзии и авторской песни Покровский собор[60]
- Лауреат Всероссийской премии имени Андрея Дементьева[61]
- Лауреат Международного Грушинского интернет-конкурса[62]
- Лауреат Международной премии имени Есенина «О Русь, взмахни крылами — 2023» в номинации «Большая премия»[63]
- Лауреат Всероссийского конкурса им. А. Н. Башлачёва «Время колокольчиков»[64]
- Лауреат Всероссийского конкурса Бабий Яр[65]
- Шорт-лист общенациональной премии им. П.Бажова[66]
- Шорт-лист Национальной премии в области детской и подростковой литературы[67]
- Лауреат премии «Россия, Родина, любовь» журнала «Москва»[68]
- Лауреат премии «Поэт года» за 2023 год в номинации «Дебют»[69]
- Финалист Международной премии имени Фазиля Искандера за цикл стихотворений «Сны Апсны»[70].

## Цитаты
Она посвятила Абхазии ряд трогательных стихов, проникнутых глубокой симпатией к нашему народу, к нашей традиционной культуре. Думаю, что непривычные по стилю, манере письма, богатые ассоциативным мировосприятием лирические откровения поэта на тему Абхазии пополнят замечательную классическую антологию, состоящую из лучших вещей знаменитых русских мастеров.
— академик Владимир Константинович Зантария, национальная газета «Республика Абхазия»

Поэтесса Стефания Данилова неоднократно выпускала книги, взрывала интернет пронзительными стихами, побеждала на престижных литературных конкурсах, организовывала грандиозные фестивали... И всё же сборник «Атлас памяти» стал для неё дебютом — дебютом в прозе. Одноимённый блог анонимно просуществовал больше года и собрал заинтересованную аудиторию. Лишь спустя некоторое время поэтесса призналась в своём авторстве, а затем решила издать «Атлас памяти» на бумаге. Прозаические миниатюры Стефании Даниловой во многом перекликаются с её стихами. При этом бледными тенями рифмованных строк они не становятся, а выглядят вполне самостоятельно благодаря душещипательной пронзительности, причудливой образности и обострённому чувству любви к ускользающим моментам. Сборник был презентован на фестивале «Красная площадь». — Александр Москвин, «Ревизор.ру»

Я вживую слушал стихи Даниловой на фестивале поэзии «MyFest», и должен сказать, что Стефания-чтец не менее убедительна, нежели Стефания-автор, что роднит её с поэтами-шестидесятниками, выступавшими на стадионах...
— Александр Карпенко. «Эмигрантская лира» № 3. 2022

Стоит помнить, однако: тем, кто, как Данилова, состоялся и продолжает писать, выступать и публиковаться, пришлось пережить довольно болезненную ситуацию перехода с одного поля на другое, так как определение «сетевой поэт» долгое время было знаком некачественности... Что ж, сегодня она входит в редсовет трех «толстяков»: «Авроры», «Перископа» и «Севера».
— Вера Калмыкова, журнал «Москва»

Стефания Данилова могла навсегда остаться в мире сетевой поэзии, который остается за пределами внимания искушенной литературной публики, но она там не осталась, хотя багаж в виде 20 опубликованных книг для высоколобого литературного мира выглядит почти неприлично. Кажется, что в поэзии Даниловой в какой-то момент произошёл заметный качественный скачок, после которого литературный жест превратился в поэтический образ.
— Владимир Козлов, главный редактор «Prosōdia»

Кремлёвская сцена стала, как призналась Стефания Данилова, новым витком в жизни. «Кремль-на-Любви» — так коротко охарактеризовала она то, что происходило в зале.— Анна Пугач, художественный руководитель «Дома поэзии Андрея Дементьева»

## Соцсети
- Телеграм-канал Стефании Даниловой
- Официальная группа Стефании Даниловой ВКонтакте
- Youtube-канал Стефании Даниловой
- Стефания Данилова в Журнальном Зале
- Стефания Данилова в Журнальном Мире
- Мегалит. Подборка Стефании Даниловой
- Колонка Стефании Даниловой в журнале «Юность»
- Литкритик Стефания Данилова на Pechorin.net